# Altair 8800
Altair 8800 ime je za mikroračunalo koje je dizajnirala tvrtka Micro Instrumentation and Telemetry Systems (MITS) 1974. na osnovi mikroprocesora Intel 8080, i koje se prodavalo preko pošte pomoću oglasa u elektroničkim časopisima Popular Electronics, Radio-Electronics i drugim hobističkim časopisima. Za željom da se proda samo par stotina komada ovog pribora, dizajnere je iznenadila prava lavina navala narudžbi, tako da se u prvih mjesec dana prodalo tisuću kompleta "napravi sam" (engl. kit). Računalo MITS Altair pokrenulo je mikroračunalnu revoluciju i novu industriju koja je imala dalekosežni utjecaj na ekonomiju i na društvo.